# Курчалоевский исламский институт
Курчалоевский исламский институт имени Ахмата-Хаджи Кадырова — высшее религиозное учебное заведение Чеченской Республики. Первый исламский институт на Северном Кавказе, находится в ведении ДУМ ЧР. Расположен в центральной части города Курчалоя.

## История
В 1988 году религиозный деятель, предприниматель, меценат, Насуха-Хаджи Ахматов основывает первый на Северном Кавказе «Северо-Кавказкое медресе», где все желающие имели возможность изучать каноны исламской религии, вместе с тем он обратился за поддержкой, чтобы осуществить свои планы  к Ахмат-Хаджи Кадырову. На то время А.-Х. Кадыров являлся специалистом учёным-богословом. Он закончил Бухарское медресе «Мир-Араб» и Ташкентский Исламский институт. Первоначально институт был назван в честь основателя Насухи-Хаджи Ахматова.
29 апреля 1991 года медресе было преобразовано в высшее религиозное учебное заведение — Курчалоевский исламский институт.
В 2004 году после гибели Президента Чеченской Республики, Ахмата-Хаджи Кадырова институт был переименован в Курчалоевский исламский институт имени А.-Х. Кадырова.
В 2007 году по инициативе Президента Чеченской Республики, Рамзана Кадырова была проведена реконструкция исламского вуза. Были построены новые корпуса: административный и учебный корпуса, общежитие на 220 мест, столовая и спортзал.

## Обучение
За годы существования института его выпускниками стали 627 студентов со специальностью — имам-богослов, преподаватель арабского языка. По состоянию на 2018 год в институте учились 332 студента. По республике институт имеет 13 филиалов.

## Известные выпускники вуза
- Заместитель председателя Правительства ЧР, министр финансов ЧР Султан Тагаев[4].